# جونيا تاناكا (لاعب كرة قدم مواليد 1987)
جونيا تاناكا (باليابانية: 田中順也) و (باليابانية: 田中 順也) وهو لاعب كُرَة قَدَم ياباني في مركز الهجوم ولد في يوم 15 يوليو 1987 في مدينة طوكيو عاصمة اليابان وهو يلعب حالياً مع نادي سبورتينغ لشبونة وسبق له اللعب مع نادي كاشيوا ريسول ولعب مع منتخب اليابان لكرة القدم ويبلغ طوله 180 سم.

## روابط خارجية
- جونيا تاناكا على موقع الاتحاد الدولي (مؤرشف)  (الإنجليزية)
- جونيا تاناكا على موقع رابطة كرة القدم اليابانية للمحترفين (اليابانية)
- جونيا تاناكا على موقع قاعدة بيانات كرة القدم.إي يو (الإنجليزية)
- جونيا تاناكا على موقع ناشيونال فوتبول تيمز (الإنجليزية)
- جونيا تاناكا على موقع Soccerway.com (الإنجليزية)
- جونيا تاناكا على موقع عالم كرة القدم.نت (الإنجليزية)
- جونيا تاناكا على موقع AS.com (الإسبانية)